# بیماری هلندی
بیماری هلندی (به انگلیسی: Dutch disease) یک مفهوم اقتصادی است که تلاش می‌کند رابطهٔ بین بهره‌برداری بی‌رویه از منابع طبیعی و رکود در بخش صنعت را توضیح دهد. این مفهوم بیان می‌دارد که افزایش درآمد ناشی از منابع طبیعی می‌تواند اقتصاد ملی را از حالت صنعتی بیرون بیاورد. این اتفاق به علت کاهش نرخ ارز یا عدم افزایش آن در حد نرخ تورّم صورت می‌گیرد، که بخش صنعت را در رقابت ضعیف می‌کند. در حالی که این بیماری اغلب مربوط به اکتشاف منابع طبیعی می‌شود، می‌تواند به «هر فعالیت توسعه‌ای که نتیجه‌اش ورود بی‌رویهٔ ارز خارجی می‌شود» مربوط شود؛ مانند نوسان شدید در قیمت منابع طبیعی، کمک اقتصادی خارجی، سرمایه‌گذاری مستقیم خارجی.
واژهٔ بیماری هلندی در سال ۱۹۷۷ توسط مجلهٔ اکونومیست برای توصیف رکود بخش صنعتی در هلند بعد از کشف گاز طبیعی در دههٔ ۱۹۶۰ به‌کار گرفته شد.
هنگامی که پول یک کشور با افزایش قابل توجه ارزش روبرو شود، صادرات این کشور به پول کشورهای دیگر گران‌تر شده، ولی واردات به آن کشور به نسبت ارزان‌تر می‌شود. به‌طور کلی، این وضعیت را بیماری هلندی می‌نامند.

## مکانیزم کار بیماری هلندی
به زبان ساده، این عارضه زمانی رخ می‌دهد که درآمد یک کشور بر اثر عوامل فصلی به صورت ناگهانی افزایش می‌یابد و متولیان اقتصاد کلان (دولت) هم با تصور دائمی بودن این درآمد آن را در جامعه تزریق می‌کنند. درآمد کشور زیاد شده و پول هم به جامعه منتقل می‌شود. اما با افزایش درآمد، تقاضا هم افزایش پیدا می‌کند. اگر این افزایش تقاضا به صورت ناگهانی انجام شود، عرضه جوابگوی تقاضا نخواهد بود و تعادل عرضه و تقاضا برهم می‌خورد، در نتیجه قیمت‌ها افزایش می‌یابد. در یک روند طبیعی قیمت‌ها تا سقفی بالا می‌روند و با یک تأخیر زمانی تولید افزایش پیدا می‌کند و در نهایت پس از مدتی عرضه و تقاضا به تعادل قبل بر می‌گردند. اما بیماری هلندی از زمانی رخ می‌دهد که دولت به عنوان متولی اقتصاد کلان وارد کارزار می‌شود و سعی می‌کند به‌طور مصنوعی و از طریقی غیر از افزایش تولید، قیمت‌ها را پایین نگه دارد. دولت متوسل به واردات کالاهای مصرفی ارزان می‌شود تا قیمت‌ها را مهار کند در حالی که صنایع داخلی مجبورند با عوامل تولید گران، کالای گران را تولید و به قیمت ارزان بفروشند. نکته اینجاست که این سیاست نمی‌تواند جلوی تورم را بگیرد. بلکه آن را به بخش‌های دیگر اقتصادی منتقل می‌کند. به عنوان مثال می‌توان با واردات کالاهایی نظیر سیب، پرتقال، تیرآهن و… قیمت این کالاها را پایین نگه داشت ولی برخی کالاها مانند زمین و مسکن قابل وارد کردن نیستند و افزایش قیمت این کالاها را نمی‌شود با واردات مهار کرد. در نتیجه قیمت این قبیل کالاها به رشد خود ادامه می‌دهند. از طرفی سرمایه‌گذاری جدید در آن بخش‌های صنعتی که با واردات قیمت‌شان مهار شده انجام نمی‌شود و سرمایه‌ها به سمت کالاهایی مثل زمین و مسکن هدایت می‌شود. در نتیجه این امر تقاضای کاذبی برای این کالا ایجاد شده و قیمت آن‌ها با سرعت بیشتر و به صورت غیرطبیعی و باور نکردنی رشد می‌کنند. عوارض این مشکل به همین‌جا ختم نمی‌شود. به محض اینکه فصل افزایش درآمد خاتمه پیدا کند و دولت پولی نداشته باشد که با آن واردات ارزان را انجام دهد افزایش قیمت در بخش‌هایی که تا آن زمان به صورت مصنوعی قیمت پایینی داشتند با سرعتی فزاینده رخ خواهد داد. از آنجا که صنایع داخلی هم در اثر همان سیاست‌های گذشته فلج شده‌اند قادر به پاسخگویی به تقاضاهای جدید نمی‌باشند و اقتصاد را در ابتدا ناکارآمد و سپس فلج می‌کند. البته هلند این شانس را داشت در زمانی که به این مشکل گرفتار شد، سایه کمونیست، شرق اروپا را فراگرفته بود و کشورهای غربی برای اینکه مبادا هلند هم در دامن کمونیست‌ها بیفتد کمک‌های بی‌دریغی به این کشور کردند، با این وجود چند سالی طول کشید تا اقتصاد این کشور بتواند کمر راست کند.
برای توضیح بیشتر، باید گفت که مدل بیماری هلندی اقتصاد را در سه بخش می‌توان تحلیل نمود: بخش قابل تجارت منابع طبیعی، بخش قابل تجارت صنعت و بخش غیرقابل تجارت. وفور منابع طبیعی با افزایش تقاضا برای کالاهای غیرقابل تجارت و تقویت نرخ ارز حقیقی همراه بوده و در نتیجه سهم کمتری از منابع نیروی کار و سرمایه به بخش صنعت تخصیص می‌یابد؛ بنابراین تولید قابل رقابت به جای بخش صنعت در بخش منابع طبیعی متمرکز می‌شود و نیروی کار و سرمایه که در صنعت باید به کار گرفته شود به بخش تولید کالاهای غیرقابل رقابت انتقال می‌یابد. در این حالت وقتی اقتصاد یک رونق را در صادرات منابع طبیعی خود تجربه کند (به علت بهبود رابطهٔ مبادله تجاری یا کشف منابع جدید) بخش قابل تجارت صنعت به علت تقویت نرخ ارز حقیقی، تضعیف می‌شود و بخش کالاهای غیرقابل تجارت داخلی (همانند زمین و مسکن) توسعه می‌یابد. تضعیف بخش قابل تجارت صنعت در این مدل، بیماری نامیده می‌شود و اگر منبع رشد صنعت عامل خاصی مانند پیوندهای پسین و پیشین یا فرایند یادگیری باشد در این صورت بیماری هلندی می‌تواند یک بیماری واقعی با اثرات گسترده باشد. به عبارت دیگر با فرض آنکه توسعه تولید صنعتی دارای اثرات خارجی است، تضعیف صنعت توسط وفور منابع طبیعی منجر به ناکارآمدی و کاهش بیشتر رشد اقتصادی خواهد گردید. در مطالعاتی که در این زمینه انجام شده است، در مورد اثرات منفی منابع طبیعی بر رشد، نتیجه می‌گیرند که در اقتصادهای با منابع طبیعی، تمایل به افزایش قیمت‌های داخلی (در نتیجه تقویت نرخ ارز حقیقی) وجود دارد که در نتیجه، این امر منجر به عدم رشد مبتنی بر صادرات می‌شود.

## پیامدهای بیماری هلندی
به منظور بررسی اثر بیماری هلندی، اقتصاد را در سه بخش در نظر می‌گیریم. یک بخش پررونق (مثلاً نفت) که تمام تولیداتش صادر می‌شود، بخش صنعتی و تولیدکننده و نهایتاً بخش تولیدکننده کالاهای غیرقابل تجارت در سطح بین‌الملل. پس ما با ۲ بخش که شامل کالاهای قابل تجارت و یک بخش که شامل کالاهای غیرتجارت می‌باشد روبرو هستیم.
اگر در بخش صادراتی رونقی به وجود آید اثر اولیه آن افزایش درآمد در این بخش است که منجربه افزایش تقاضای داخلی برای کالاهای قابل تجارت و غیرقابل تجارت می‌شود. تقاضای اضافی برای کالاهای قابل تجارت از طریق بالابردن واردات تأمین می‌شود. برای کالاهای غیرقابل تجارت، افزایش تقاضا موجب بالا رفتن قیمت آن‌ها می‌شود، در این حالت قیمت نسبی کالاهای غیرقابل تجارت نسبت به کالاهای قابل تجارت افزایش می‌یابد. این مسئله موجب می‌گردد که منابع از کالاهای قابل تجارت به سمت کالاهای غیرقابل تجارت انتقال یابند. افزایش در قیمت کالاهای غیرقابل تجارت منجر به افزایش ارزش و از دست رفتن رقابت‌پذیری در نرخ واقعی ارز می‌گردد.
این مسئله همچنین قیمت نسبی کالاهای وارداتی را نیز پائین می‌آورد، درحالی‌که قیمت‌های صادراتی برای مصرف‌کنندگان خارجی بالا می‌رود. این مسئله انتقال منابع تولیدی و تقاضای داخلی از بخش تولیدی به بخش غیرقابل تجارت را تشدید می‌کند. چرا که منابعی چون سرمایه و کار برای برآورده ساختن افزایش تقاضای داخلی به بخش تولید کالاهای غیرقابل تجارت (مبادله نشدنی) داخلی و همچنین به بخش نفتی به سوی رونق، انتقال می‌یابد هر دوی این انتقالات میزان تولید را در بخش صادرات سنتی که اکنون دچار وقفه شده کاهش می‌دهند و منجر به فرایندی می‌گردد که در اقتصاد کشورهای صنعتی شده به صنعت زدائی (Deindustrialisation) مرسوم شده است و کل این فرایند با عنوان «تأثیر انتقال منابع» شناخته شده است.
در واقع با ارزان شدن قیمت نفت موجودی حساب ذخیره ارزی نیز به صفر خواهد رسید و آن گاه دیگر امکان تعدیل نوسان درآمدهای نفتی وجود نخواهد داشت. کارشناسان معتقدند که نباید درآمدهای آتی خود را بر پایه قیمتهای متغیر بازارهای جهانی محاسبه کنند و همواره باید درصد قابل قبولی خطا را در پیش‌بینی‌های آتی قیمتها لحاظ کنند.
در شرایطی که درآمدهای نفتی کشورهای صادرکننده نفت با شوک مثبت رو به رو می‌شود هزینه کردن کامل آن در یکسال در میان مدت آثار معکوسی از خود به جای می‌گذارد و در قالب بیماری هلندی به فعال سازی مکانیسم‌های معیوب اقتصاد منجر می‌شود.
این گونه تأثیرات تا انتهای دهه ۱۹۷۰ در کشورهای دارای ذخایر عمده نفتی به وقوع پیوست که در آن‌ها قیمت‌های نفت ناگهان بالا رفت و افزایش صادرات نفتی به زیان بخش‌های تولیدی و صنعتی تمام شد. البته بخشی که تولیدات آن پائین می‌آید ضروری نیست که تنها بخش تولیدی و صنعتی باشد. چرا که مثلاً درکشورهای در حال توسعه و تولیدکننده نفت، مثل نیجریه، اندونزی و مکزیک، بخش کشاورزی تولیدکننده کالاهای قابل تجارت (مبادله شدنی) است و بنابراین عملکرد آن در اثر بیماری هلندی دچار مشکل می‌گردد.
اولین شواهد ورود بیماری هلندی به اقتصاد ایران به سال ۱۳۵۳ شمسی بر می‌گردد. در این سال تحت تأثیر چهار برابر شدن قیمت نفت بودجه عمومی کشور به دو برابر افزایش یافت و دولت پهلوی در آن زمان با طرح شعار آموزش رایگان و کاهش قیمت کالاهای اساسی انتظارات عمومی را افزایش داد اما به دلیل رشد واردات و کاهش سطح تولیدات داخلی هم‌زمان با کاهش ۱۴ درصدی درآمدهای نفتی در فاصله سال‌های ۱۳۵۵ تا ۱۳۵۷ دوره‌ای از رکود اقتصادی آغاز شد و به دلیل افزایش نقدینگی نرخ تورم سالانه کشور تا سال ۱۳۵۷ به‌طور متوسط به ۳۵ درصد رسید. این در حالی بود که دولت در آن زمان خود را متعهد به صرف هزینه‌های هنگفت عمومی‌کرده بود و کاهش درآمدهای نفتی به دلیل کاهش قیمت نفت سبب کاهش توانایی عملی دولت در پاسخ به مطالبات عمومی شد.
تحلیلگران مسائل اقتصاد سیاسی بر این باورند که رشد بیش از حد مصارف ارزی دولت از محل فروش نفت بار دیگر شرایط را برای گسترش بیماری هلندی در اقتصاد ایران فراهم خواهد کرد. آن‌ها معتقدند با توجه به اینکه نرخ تورم در سال ۱۳۸۵ ۱۳ درصد پیش‌بینی شده است و بر اساس برآوردهای صندوق بین‌المللی پول، نرخ تورم جهانی در سال ۲۰۰۶ ۳ درصد است بنابراین در سال ۸۵ کالاهای ایرانی در بازارهای جهانی ۱۰ درصد گرانتر خواهد شد و در مقابل کالاهای خارجی برای مصرف‌کننده ایرانی بیش از ۱۰ درصد ارزانتر می‌شود. این امر با توجه به عدم افزایش نرخ ارز در حد نرخ تورم طی سال‌های ۱۳۷۶ تا ۱۳۸۸ عینیت می‌یابد؛ ولی با تغییر جهت‌گیری ارزی ایران از حالت دلار به یورو و فشارهای وارد شده به بانک مرکزی از سال ۱۳۸۹ تا ۱۳۹۱ و آغاز فاز اجرایی پروژه هدف مند کردن یارانه‌ها ایران دارای تورمی بالای ۳۰۰ درصد خواهد بوده است. این مسئله با بحران نظامی و اجتماعی خاورمیانه تشدید پیدا می‌کند به‌طوری‌که دولت اگر برای متولدان دهه ۱۳۶۰ تا ۱۳۷۰ شغلی ایجاد نکند این تورم و بیکاری باعث دگرگونی سیاسی و اجتماعی جدید خواهد شد.

## درمان بیماری هلندی
نروژی‌ها از بلایی که بر سر هلندی‌ها آمد، درس گرفتند و با تأسیس صندوق ذخیره ارزی، به جای اینکه درآمدهای حاصل از صادرات نفت خام را در بودجه‌های سالانه ریخته و بودجه را آلوده کنند، آن را به این صندوق فروختند و به بیماری هلندی دچار نشدند. صندوق یاد شده چند کاربرد عمده دارد؛ اول اینکه درآمد حاصل از ثروت ملی یک کشور را از نظر زمانی و توزیع بین نسلی، به شکلی مناسب مدیریت می‌کند تا نسل‌های بعد، احساس زیان نکنند. دوم اینکه این صندوق در تثبیت نرخ ارز و جلوگیری از شوک‌های ناشی از نوسان نرخ ارز یا میزان ارز در یک کشور تأثیر بسیار کارآمدی دارند. سوم، با ایجاد موانع شدید قانونی، دست دولت از این ثروت بادآورده کوتاه شده و دولت صرفاً به کارایی اقتصادی بخش خصوصی و مالیاتی که از این بخش دریافت می‌دارد، بسنده کرده و علاوه بر اینکه به دولتی پاسخگو و کوچک و با تمرکز حداقلی تبدیل می‌شود، تمام تلاش خود را برای ایجاد زمینه‌های موفقیت بخش خصوصی ایجاد کرده و خود را به عنوان رقیب بخش خصوصی در نظر نمی‌گیرد؛ و در آخر اینکه این صندوق سبب کسب اعتبار جهانی برای کشور مورد نظر شده و مسبب ورود سرمایه‌گذاران خارجی به آن کشور می‌شود. (اگر سیاست نروژ را در نظر بگیریم که منابع حاصل از این صندوق را صرفاً در کشورهای دیگر سرمایه‌گذاری می‌کند، این اعتبار آفرینی و قدرت چانه زنی کشور در عرصه جهانی چندین برابر می‌گردد)
البته تأسیس این صندوق پیش‌نیازهایی دارد، که اگر مهیا نشوند، این صندوق نمی‌تواند به وظایف اصلی خود عمل نماید. از جمله اینکه لازم است تا ساختار سیاسی کشور به گونه‌ای نهادینه شده و سیستماتیک، دستش از این صندوق برای مصرف آن در داخل، کوتاه باشد و نیز لازم است، شفافیت کامل از نظر دخل و خرج در مدیریت صندوق وجود داشته باشد به گونه‌ای که هم‌اکنون مدیریت این صندوق در نروژ با شفافیت کامل عمل می‌کند. به‌طوری‌که هر شهروند نروژی می‌تواند هر لحظه از جریان فعالیت‌های این صندوق آگاه شود.
دلیل اینکه به پدیده بیماری هلندی تا این اندازه توجه شده است این است که روند تعدیل اقتصادی در شرایط رونق صادراتی، موقعیکه این رونق پایان می‌پذیرد، در جهت معکوس عمل نمی‌کند. گسترش مجدد بخش غیرنفتی و قابل تجارت درصورتیکه بازار سرمایه و زیربناها تخریب شده باشند، با مشکل مواجه است. ورود به بازارهای صادراتی نیز مشکل خواهد بود؛ زیرا مابقی کشورها تا آن زمان بازارهای رها شده در دوران رونق را به تسخیر خود درآورده‌اند. در این صورت، از آنجائیکه رونق ناشی از عواید حاصل از صادرات احتمالاً درآینده نزدیک به پایان خواهد رسید، اتخاذ سیاست‌های اقتصادی به منظور حمایت از بخش تولید دربرابر اثرات مضر دوران رونق کار معقولانه خواهد بود. در واقع درمان بیماری هلندی به پیش‌گیری یا معکوس کردن افزایش ارزش واقعی پول رایج وابسته است. این امر مستلزم تضعیف پول رایج، همراه با مازادهای بودجه دولت به همراه خود داری شدید بانک مرکزی از ایجاد پول است، که هر دو باعث مهار تورم می‌شوند. دولت نیاز به مقاومت دربرابر تقاضای در حال گسترش و پس‌انداز کردن درآمدهای تازه به دست آورده دارد تا زمان کافی برای برنامه‌ریزی معقولانه داشته باشد و طرح‌های با درآمد بالا را شناسایی نماید. این سیاست سرمایه‌گذاری همراه با دو چیز است.
اول اینکه در اثر این سیاست‌ها درآمدهای بادآورده صادراتی برای بودجه بندی صحیح برای توسعه درازمدت کنترل می‌شود و دوم اینکه دولت از طریق به تأخیر انداختن مخارج جدید خود به‌طور ضد دورانی (Countercyclically) عمل می‌کند؛ یعنی در خلال بیشترین دوره تورمی رونق صادرات از طریق خرج کردن کمتر درآمدهای بادآورده و برعکس آن یعنی خرج کردن بیشتر زمانیکه رونق اقتصادی کم رنگ شده است، به تثبیت اقتصادی کمک می‌کند.
همچنین سیاستگذاران در درمان بیماری هلندی این نکته را نیز باید در نظر داشته باشند که آیا ثروت تازه کشف شده موقتی است یا دائم؟
درکشورهایی که انتظار می‌رود منابع جدید کشف شده سریعاً پایان می‌پذیرد، و منابع کمکی جدید موقتی و سودهای تجاری ناشی از آن گذرا می‌باشند، می‌بایستی سیاستگذاران سعی کنند تا از طریق مداخلات ارزی، از بخش‌های آسیب‌پذیر حمایت کنند. درکشورهایی که احتمالاً ثروت تازه کشف شده آن‌ها اتمام ناپذیراست، سیاستگذاران لازم است تا تغییرات ساختاری اجتناب ناپذیری را دراقتصاد مدیریت کنند تا از ثبات اقتصادی اطمینان یابند. آن‌ها ممکن است قدمهایی در جهت افزایش بهره‌وری در بخش کالاهای مبادله نشدنی بردارند و احتمالاً این کار را از طریق خصوصی‌سازی و تجدید ساختار انجام دهند و در عین حال برای آموزش نیروی کار سرمایه‌گذاری کنند.
همچنین ممکن است سعی کنند تا به منظور کاهش وابستگی در بخش در حال رونق. صادرات را تنوع بخشند و آن‌ها را در مقابل شوک‌های خارجی ازقبیل افت ناگهانی در قیمتهای کالا، کمتر آسیب‌پذیر سازند.

## پیشگیری از بیماری هلندی
همان‌طور که گفتیم تورم مهارناشدنی، ناکارآمدی در تخصیص منابع ارزی و رفتار مصرفی خاص بیماری هلندی، خود را به اقتصاد هلند تحمیل کرد. بعدها نروژی‌ها از این اتفاق درس گرفتند و با ایجاد صندوق ذخیره ارزی نفت، به جای اینکه درآمدهای حاصل از صادرات نفت خام در بودجه‌های سالانه محاسبه نمایند، آن را به این صندوق ریخته و به بیماری هلندی دچار نشدند. بانک جهانی درسال‌های اخیر به دولت‌های صادرکننده نفت که دارای صندوق ذخیره ارزی می‌باشند توصیه‌هایی می‌کند، اول اینکه درآمد حاصل از ثروت ملی یک کشور را ازنظر زمانی و توزیع بین نسلی، به شکلی مناسب مدیریت کنند که آن‌ها احساس زیان نکنند. دوم اینکه این صندوق‌ها در تثبیت نرخ ارز و جلوگیری از شوک‌های ناشی از نوسان نرخ ارز یا میزان ارز دریک کشور کارآمدی داشته باشند. بانک جهانی به کشورهایی که این صندوق‌ها را تأسیس کرده‌اند همچنین توصیه می‌کند که باید شفافیت کامل ازنظر دخل و خرج در مدیریت صندوق‌ها وجود داشته باشد به گونه‌ای که هم‌اکنون مدیریت این صندوق در نروژ با شفافیت کامل عمل می‌کند. به‌طوری‌که هر شهروند نروژی می‌تواند هرلحظه از جریان فعالیت‌های این صندوق آگاه شود. از نکات مهمی که دربارهٔ صندوق ذخیره ارزی می‌توان گفت، انتقاد برخی کارشناسان از این بود که چرا پول نفت را باید درصندوق حبس کرد و از آن استفاده‌ای نکرد، چرا که وجود منابع قابل دسترسی در این صندوق‌ها، مدیران صنعتی، مدیران سیاسی و دیگر گروه‌های ذی‌نفع را به طمع می‌اندازد تا در شرایط خاص از آن‌ها استفاده کنند. فشارهای یادشده موجب شد که درنروژ منابع دراختیار دولت نباشد به‌طوری‌که اگر دولت بخواهد ازمنابع صندوق استفاده کند باید دلایل اقتصادی ارائه کند و این‌طور نیست که دولت نروژ هرلحظه که بخواهد ازمنابع صندوق استفاده کند. بانک جهانی به دلیل مدیریت مناسب این صندوق در کشور نروژ به کشورهای دارنده صندوق همیشه توصیه می‌کند که از مدل نروژ استفاده کنند. نکته قابل توجه این است که صندوق ذخیره ارز نفت درنروژ اصولاً به بودجه وصل نشده است و دولت نمی‌تواند ازمنابع آن برای مصارف بودجه، رقمی را پیش‌بینی کند. دشواری‌های احتمالی در این صندوق وجود دارد. فساد مهم‌ترین عامل تهدیدکننده منابع این صندوق است و اگر این صندوق براساس سلیقه‌های شخصی مدیریت شود، می‌تواند فساد آفرین باشد. فساد اداری در مدیریت صندوق ذخیره ارزی مسئله‌ای است که نباید به آن بی اعتنا بود برهمین اساس برای جلوگیری از فساد درصندوق ذخیره نفتی علاوه بر این که بانک جهانی تلاش می‌کند علاوه بر صندوق بین‌المللی پول سازمان‌ها و تشکل‌های مدنی غیردولتی نیز برای عملکرد دولت‌ها در اداره این صندوق نظارت داشته باشند تا منابع این صندوق که ثروت ملی محسوب می‌شود به درستی مصرف شود.